# Монага
Мона́га — река в России, протекает в Республике Марий Эл. Устье реки находится в 116 км от устья Малой Кокшаги по левому берегу. Длина реки — 27 км, площадь водосборного бассейна — 194 км².
Исток реки у деревни Манан-Мучаш в 27 км к северо-востоку от центра Йошкар-Олы. Река течёт на юго-запад и запад, протекает сёла и деревни Азаново, Петяково, Сурты, Черкасово, Русский Кукмор, Акшубино, Шоя-Кузнецово, Кузнецово, Игнатьево, Якимово. Впадает в Малую Кокшагу в черте городского округа «Город Йошкар-Ола», примерно в 9 км к северо-востоку от центра города.

## Данные водного реестра
По данным государственного водного реестра России относится к Верхневолжскому бассейновому округу, водохозяйственный участок реки — Волга от Чебоксарского гидроузла до города Казань, без рек Свияга и Цивиль, речной подбассейн реки — Волга от впадения Оки до Куйбышевского водохранилища (без бассейна Суры). Речной бассейн реки — (Верхняя) Волга до Куйбышевского водохранилища (без бассейна Оки).
Код объекта в государственном водном реестре — 08010400712112100001159.